# Романтик (магнитофон)
«Рома́нтик» — торговая марка популярных в СССР портативных магнитофонов, производившихся Горьковским заводом им. Г. И. Петровского с 1965 года (и позже — на заводе исполнительных механизмов г. Петропавловск).

## Модельный ряд

### «Романтик» (М-64)

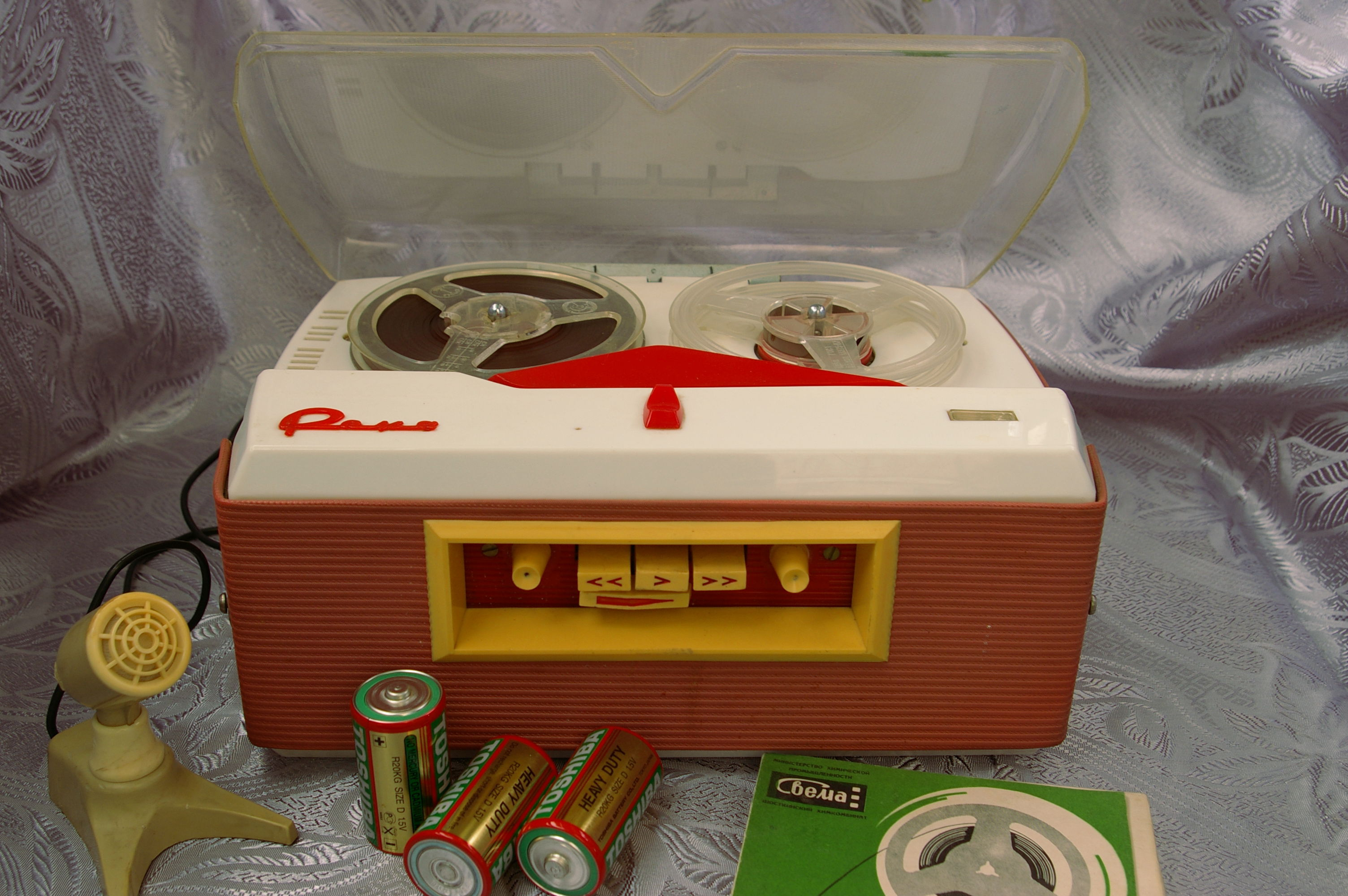
Первый «Романтик» — модель 1965 года. От надписи «Романтик» осталась половина — характерная для этой модели утрата.

Модель 1965 года, один из первых советских портативных транзисторных магнитофонов для потребительского рынка. 

Магнитофон III класса, катушечный, монофонический, двухдорожечный, скорость ленты — 9,53 см/с, диапазон воспроизводимых частот — 60…10000 Гц, выходная мощность 0,8 Вт, размеры — 330×250×150 мм, масса без батарей — 5 кг, напряжение питания — 12 В. Мог питаться от восьми элементов 373, внешнего выпрямителя, бортсети автомобиля и т. п. Лентопротяжный механизм — с одним коллекторным двигателем постоянного тока, частота вращения стабилизирована центробежным регулятором, который действует через транзисторный ключ. 
Использовались катушки № 13, вмещавшие 180 м ленты толщиной 55 мкм (время записи на одной дорожке — около 30 минут). Магнитофон собран на раме из лёгкого сплава и помещён в кожух из тонкой листовой стали с пластмассовыми крышками, отделанный цветной синтетической плёнкой. Электронная часть включает 17 германиевых транзисторов и 5 диодов, она собрана навесным монтажом на гетинаксовых платах. К магнитофону придавался микрофон, внешний блок питания и сумка из кожзаменителя. Розничная цена в 1960-е годы — 160 рублей, дешевле, чем тогдашние магнитофоны того же класса («Весна-2» стоила 190 рублей, «Орбита-1» — 180, «Яуза-20» — 200). В конструкции первого «Романтика» много общего с «Портативным магнитофоном на транзисторах» Ю. Зюзина и Е. Петрова, который был подробно описан в 1963 г. в журнале «Радио» как любительская разработка.

### «Романтик-3»
Модель 1969 года, усовершенствование первого «Романтика». Изменёно внешнее оформление. Добавлена вторая скорость ленты 4,76 см/с, для этого установлен двигатель с двумя центробежными регуляторами, настроенными каждый на свою частоту вращения. Изменена схемотехника, применён печатный монтаж. Батарейный отсек вмещает не 8, а 10 элементов 373. Основные параметры в целом не изменились. 
Цена 195 рублей.

### «Романтик-304»

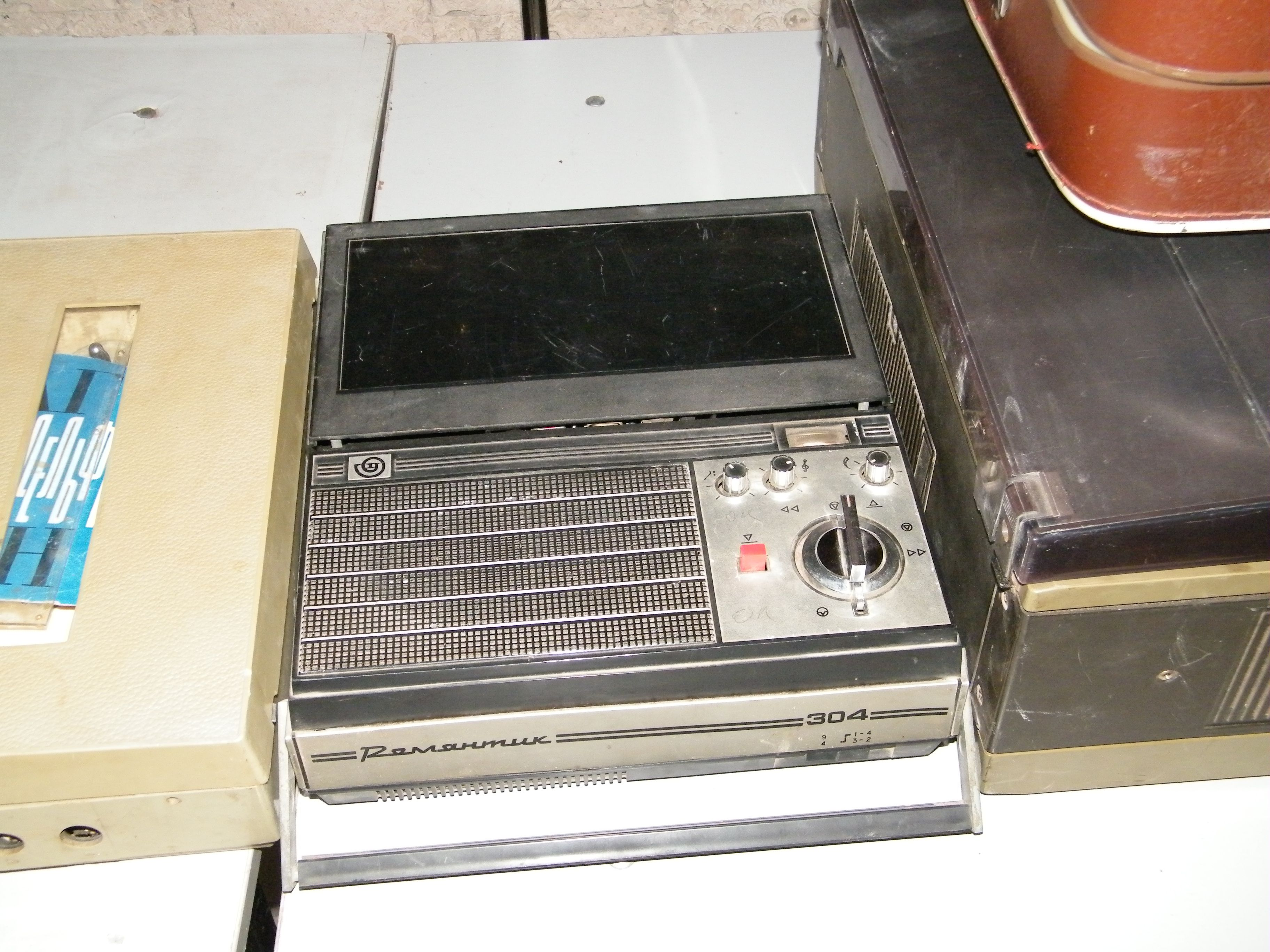
«Романтик-304»

Четырёхдорожечный двухскоростной катушечный магнитофон 3-й группы сложности, совершенно нового, по сравнению с первыми двумя моделями, дизайна. Последний в СССР серийный магнитофон такого класса (1976 год). С 1979 выпускался на Петропавловском заводе исполнительных механизмов.

### «Романтик-306»

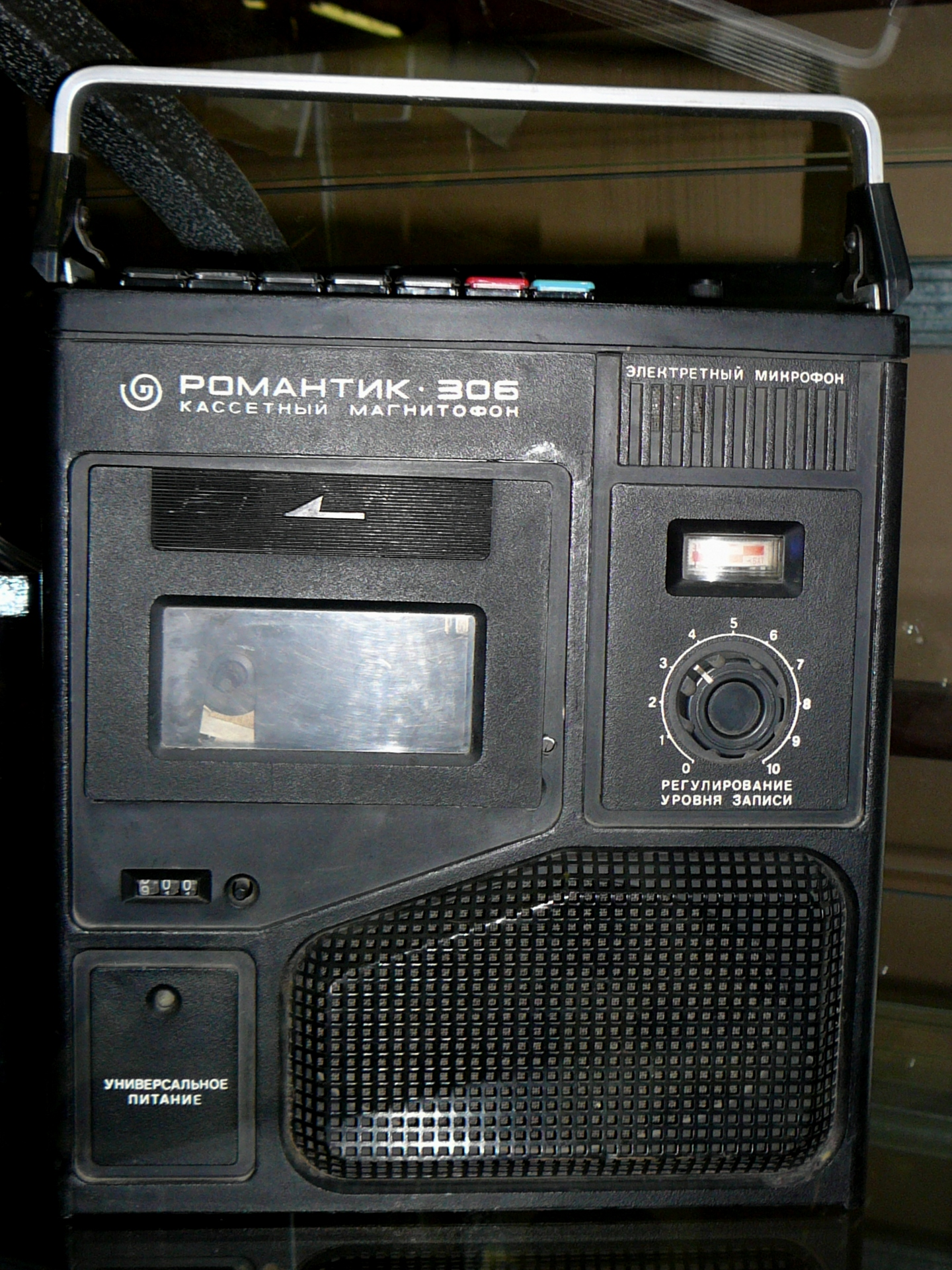
«Романтик-306»

Кассетный монофонический магнитофон 1979 года, один из самых популярных в СССР кассетников в 1980-е годы. Отличался высокой надёжностью. 
Размеры 110×252×285 мм, масса 4,3 кг. 
С небольшими изменениями выпускался до конца 1980-х годов.

### «Романтик-201-стерео»
Стереофонический кассетный магнитофон, разработан в 1983 году под названием «Романтик-307-стерео». 
В производство пошёл с 1984 года под новым индексом, так как аппарат официально перевели из 3-го класса во 2-ю группу сложности (по новому стандарту бытовую аппаратуру стали подразделять на группы сложности, а не классы). До 1989 года выпущено 240 тыс. экземпляров. 
Магнитофон отличался очень качественной, по сравнению с другими советскими переносными аппаратами этого класса, акустической системой. 
Размеры 505×265×125 мм, масса 6,5 кг.

### «Романтик-202»
Монофонический кассетный магнитофон 3-й группы сложности, модель 1984 года. Имеет систему автостопа, что для советских монофонических магнитофонов было новшеством. В 1985 году было произведено порядка 2000 экземпляров, после чего модель была снята с производства.

### «Романтик-309С»
Стереофонический кассетный магнитофон 3-й группы сложности, выпускался с 1989 г. (с 1992 — модернизированный вариант).

### «Романтик-311-стерео»
Стереофонический двухкассетный магнитофон 3-й группы сложности, разработка 1993 г.